# Automolis dracuncula
Automolis dracuncula là một loài bướm đêm thuộc phân họ Arctiinae, họ Erebidae.